# Brunnera macrophylla
Бруннера великолиста (Brunnera macrophylla) — вид рослин родини шорстколисті.

## Назва
В англійській мові називають «сибірський воловик» (англ. Siberian bugloss), «велика незабудка» (англ. great forget-me-not).

## Будова
Багаторічна рослина висотою до 45 см, що має ризоми та велике листя 15 см діаметром. Квіти схожі на незабудку, з'являються відразу після розпускання листя.

## Поширення та середовище існування
Зростає у лісах Кавказу.

## Практичне використання
Має культурні сорти зі строкатим листям 'Hadspen Cream' та 'Jack Frost'.

## Галерея

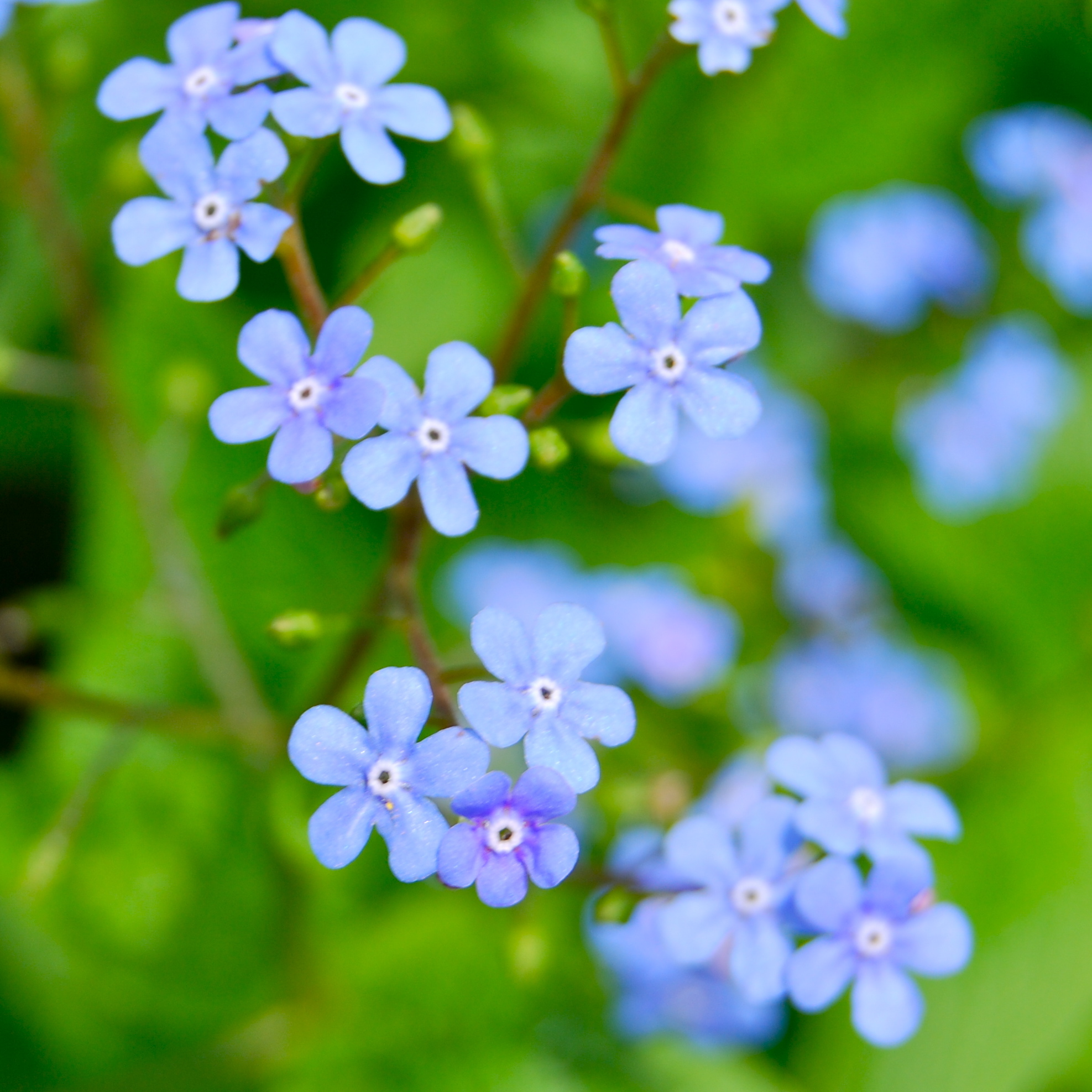
Квіти
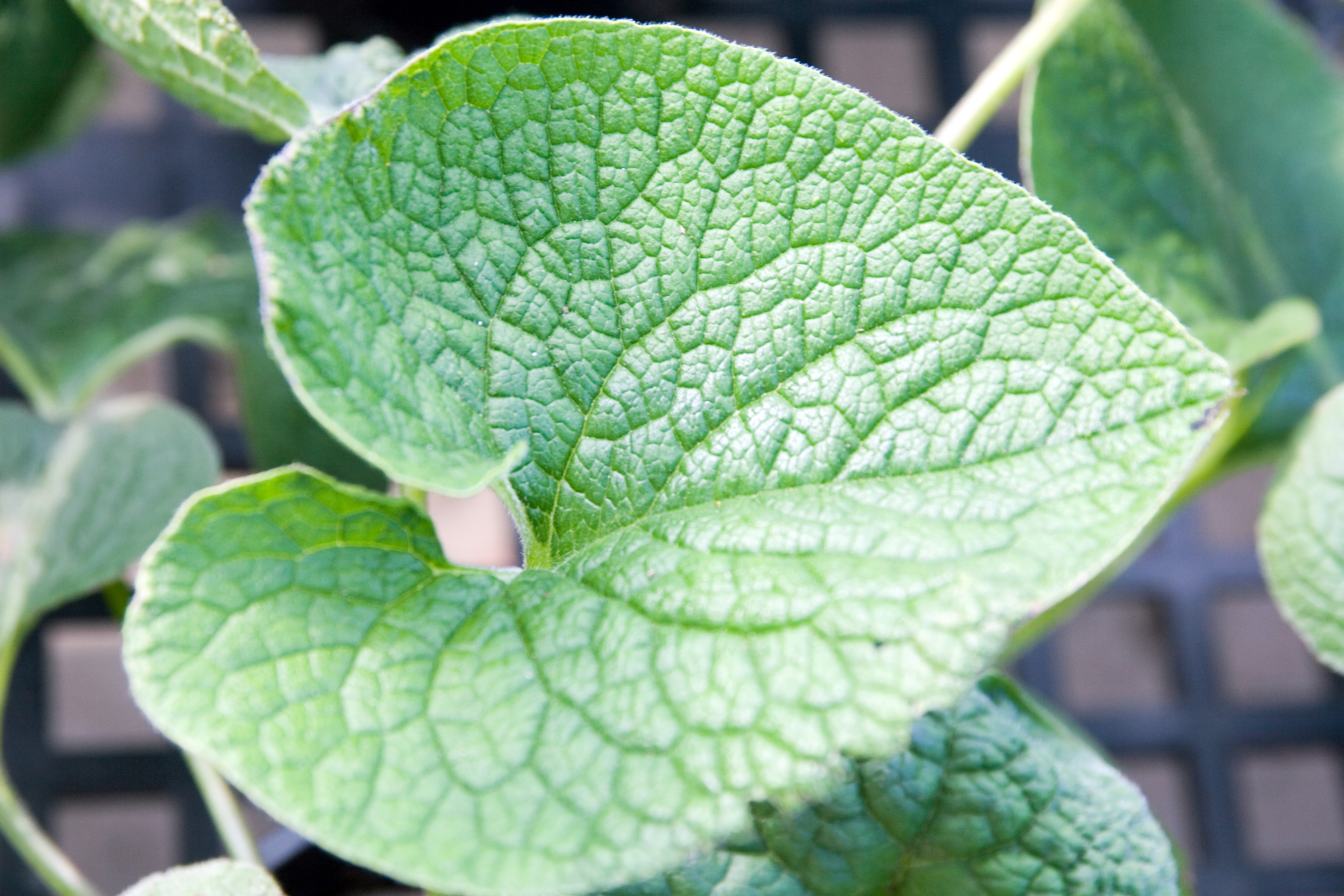
Листя
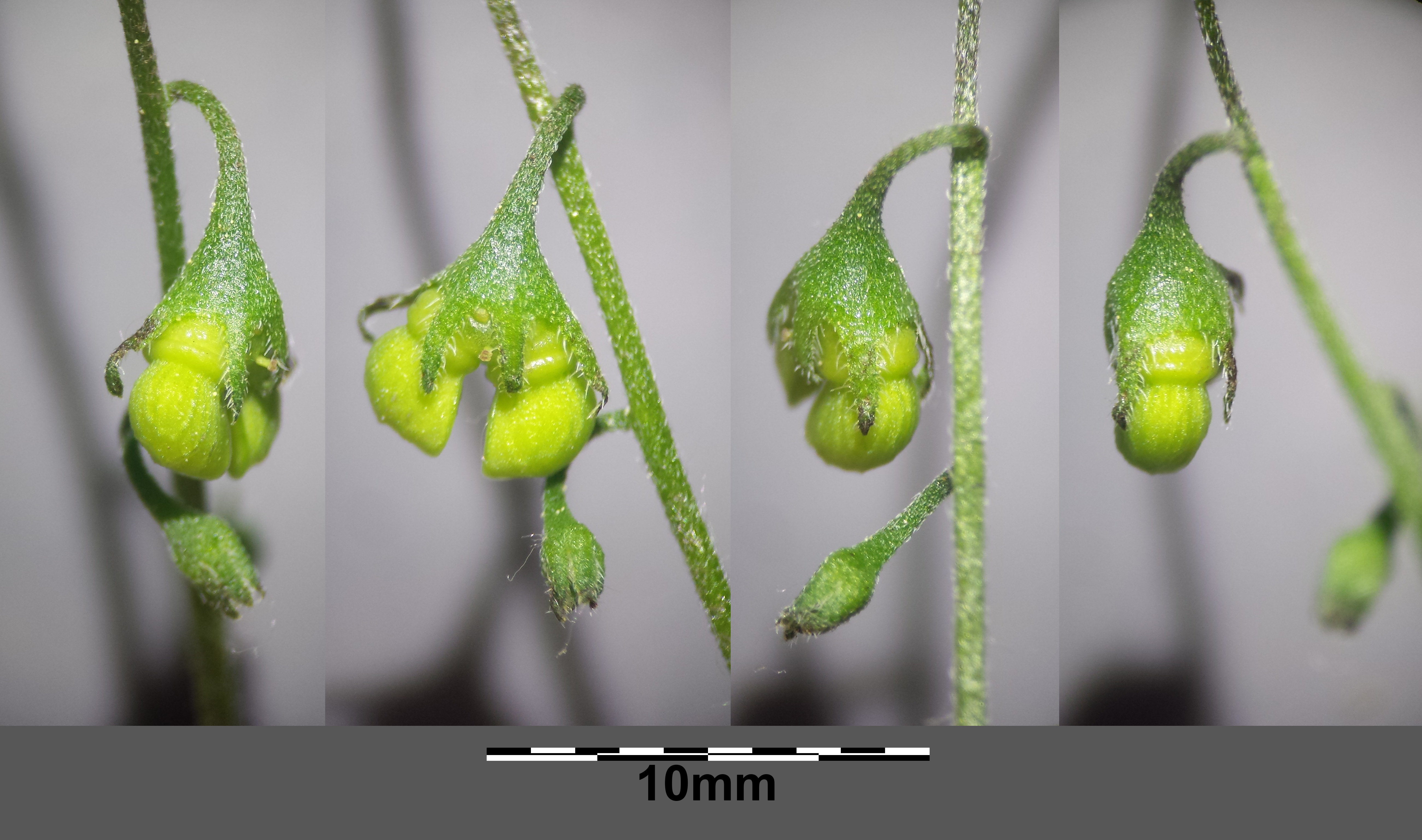
Плоди
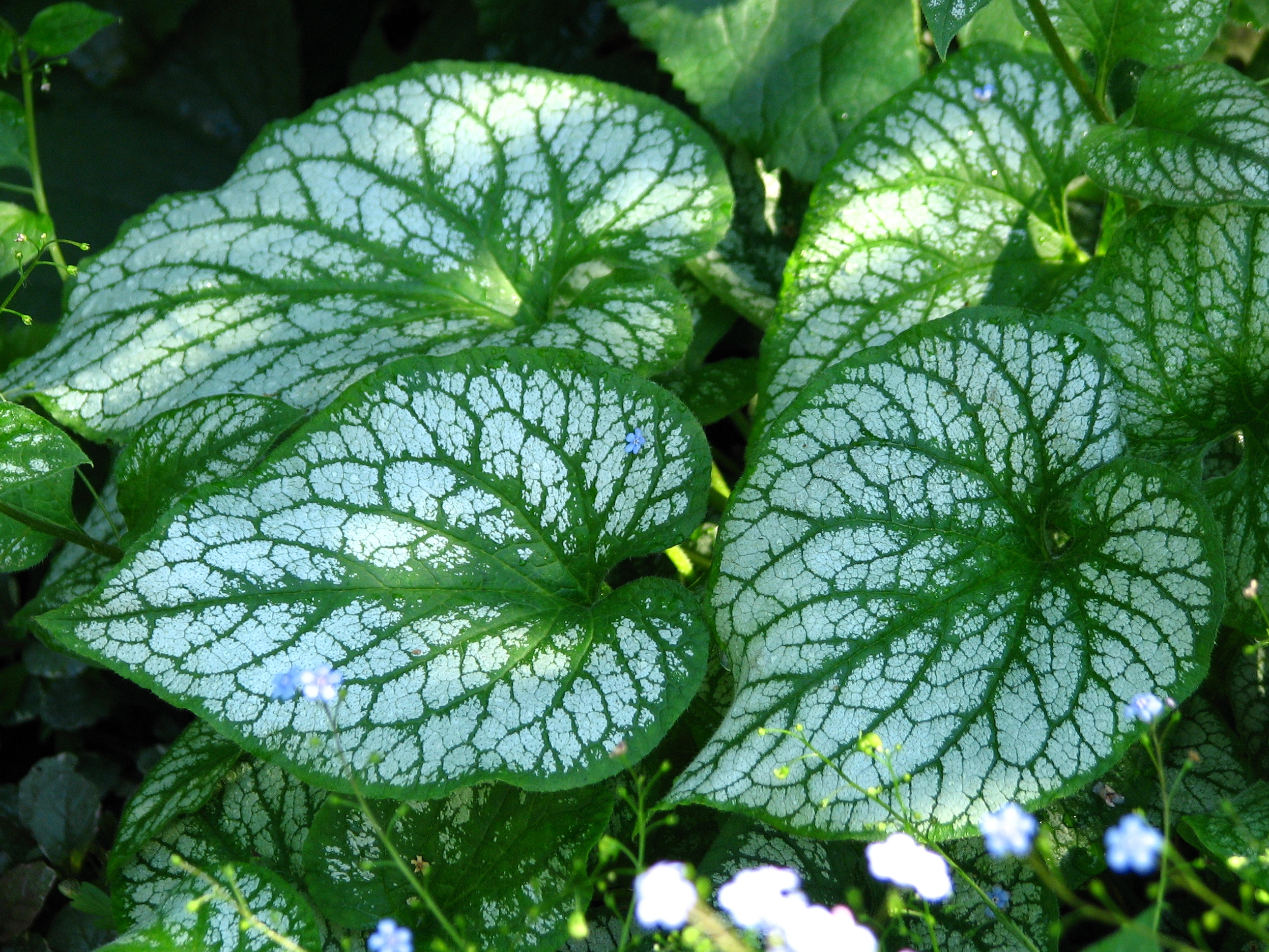
Культурний сорт